# Zadovoljstvo
Zadovoljstvo je osjećaj koji čovjek proživljava (doživljava) kad ispuni neku svoju težnju, želju. 
Sreća je stanje intenzivnog zadovoljstva, čovjek osjeća sreću kad ispuni nešto što je dugo želio, a uloženo vrijeme i trud u ispunjenje dotične želje pojačavaju osjećaj.